# 羅州 (南梁)
羅州，是南北朝的州。
南梁分越州在石龙县（今广东省化州市）设立羅州。下辖石龙郡（治石龙）、高兴郡（治高兴）、永宁郡（治杜罗）。高兴郡下辖高兴县、宋和县、宁单县、威成县、夫罗县、南安县、归安县、陈莲县、高城县、新建县。梁武帝大同八年（542年），派羅州刺史宁巨征李贲。南陈沿置，下辖石龙郡、高兴郡。隋朝灭陈，废除石龙郡、高兴郡，属县合并为石龙县、吴川县，直属羅州。大业元年（605年）废除羅州，石龙县、吴川县地入高州。